# Луфа
Луфа (Luffa cylindrica) је једногодишња зељаста биљка из породице тикви. Може се користити као храна, али и као сунђер - у домаћинству за уклањање нечистоћа, прање посуђа или гуљење поврћа, у козметици за пилинг коже, а у ауто и прерађивачкој индустрији као филтер. Зато се често назива и биљни сунђер, а позната је и под називима: луфа сунђер, тураи, туриа, вијетнамска луфа, египатски краставац, тори, ридге тиква и другим.

## Опис врсте
Луфа расте као једногодишња пузавица. Цвета у пролеће. Цветови су жути, слични цветовима краставца или тиквице. Плодови се јављају почетком лета. На једној врежи може бити 3 до 5 плодова облика већег краставца. Млади плодови су зелене боје, а зрели у јесен прелазе у жуту. Дужине су од 30 до 50 цм а пречника од 5 до 10 цм, тежине око 1 кг. Ткиво зрелих плодова је суво и шупље, са јако вакнастом структуром.

## Распрострањеност
Од природе луфа расте у тропским и суптропским подручјима као култивар или биљка која се сама размножава. Није са сигурношћу утврђено да ли јој је прави дом Африка или Азија.
- Семе
- Лист
- Цвет
- Млади плод
- Зрели плод

У нашим условима може се успешно гајити. Није захтевна врста, али пошто се ради о тропској биљци за клијање су потребни топли и влажни услови, са температуром изнад 20°C. Због слабо развијеног кореновог система осетљива је на недостатак влаге. Пошто расте као пузавица, за правилан раст потребна јој је потпора. Без потпоре биљке ће формирати плодове неправилног облика и биће изложене гљивичним обољењима услед додира са влажном површином земље.

## Употреба
Уколико се плодови користе за исхрану, берба се врши око два месеца после сетве, када достигну величину око 15 цм. За израду сунђера и сличних производа беру се када су сасвим зрели, три до шест месеци након сетве.
Ткиво зрелих плодова је суво, шупљикаво и мрежасте структуре. Сувим плодовима се огули кора и истресе семе, а ткиво плода се опере у смеси воде и избељивача. На овај начин се добијају чисти и стерилни сунђери. После прања сунђери се добро исперу и осуше.

### Употреба у кулинарству
Луфа је изузетно популарно поврће у афричким, азијским и арапским земљама. За исхрану се користе млади плодови, пре него што сазру. Зелену кору неопходно је одстранити због горчине. Припрема се као било која друга тиква или конзумира као краставац. Жути цветови такође су јестиви.
Због велике садржине воде и мало масноћа спада у нискокалорично поврће (у 100 грама има само 60 калорија) и добра је за брзу дијету.

### Употреба у домаћинству
У домаћинству се луфа користи као еколошки сунђер за купање, прање посуђа и др. Не прима никакве мирисе и траје више месеци. После употребе луфа сунђер се мора одржавати чистим, односно треба га добро испрати од сапуна и соли и оставити да се суши на ваздуху, како не би привукао микроорганизме и буђ.

### Употреба у козметици и медицини
У медицинске сврхе луфа се користи против затвора, због целулозе коју саржи. Помаже у лечењу хемороида, а користи се и за снижавање и нивоа шећера у крви.
У козметичке сврхе луфа сунђер користи се за пилинг коже, јер уклања одумрле ћелије са површине, акожу чини глатком и напетом. Луфа сунђер има фину структуру и посебно је добар за одстрањање грубе коже на лактовима и стопалима. Користи се и за масажу, јер побољшава циркулацију.

#### Хигијена луфа сунђера
Уколико се за купање користи луфа сунђер, неопходно је одржавати његову хигијену, јер је овај природни сунђер идеално место за развој бактерије Pseudomonas aeruginosa, којa изазива разне болести.
Сунђер за купање уклања мртве ћелије са коже и оне се задржавају у пукотинама и влакнима луфе. Највећи проблем је у томе што већина људи након купања оставља луфу поред каде и поново га користи. У купатилима углавном има влаге и вазух не циркулише довољно, што су савршени услови за размножавање бактерија. Сваки пут када се луфа покваси и не осуши после употребе бактерије се шире. Развој ових бактерија може да изазове блаже инфекције, или у најогерм случају и до инфекције стафилококама.
После сваког туширања луфа сунђер треба осушити, најбоље поред отвореног прозора. Може се опрати сапуном и водом, како би се спрале мртве ћелије које се задрже на сунђеру. Једна од опција је и да се луфа повремено осуши у микроталасној рерни, тако што се убацити у пећницу на 20 секунди. Да бисте се уклониле бактерије које се задржавају на сунђеру за купање, сунђер се може повремено опрати у избељивачу и после тога добро испрати.
Уколико сунђер промени боју или добије неки мирис треба га бацити.